# (12608) Aesop
(12608) Aesop ist ein Asteroid des Hauptgürtels, der am 24. September 1960 von dem niederländischen Astronomenehepaar Cornelis Johannes van Houten und Ingrid van Houten-Groeneveld entdeckt wurde. Die Entdeckung geschah im Rahmen des Palomar-Leiden-Surveys, bei dem von Tom Gehrels mit dem 120-cm-Oschin-Schmidt-Teleskop des Palomar-Observatoriums aufgenommene Feldplatten an der Universität Leiden durchmustert wurden.
Der Asteroid wurde am 19. August 2008 nach Äsop (um 600 v. Chr.) benannt, einem berühmten griechischen Dichter von Fabeln und Gleichnissen, der als der Begründer der Fabeldichtung in Europa gilt.